# قسیل میانی
قسیل میانی (به لاتین: Orta Qəsil) یک منطقه مسکونی در جمهوری آذربایجان است که در شهرستان آق‌داش واقع شده است.